# Nilsiä
Nilsiä è un'ex città finlandese di 6 507 abitanti (dato 2012), situata nella regione del Savo Settentrionale. Dall'inizio del 2013 è stata inglobata nella città di Kuopio.